# SMS Helgoland
SMS Helgoland byla vedoucí loď své třídy a bitevní loď (dreadnought) německého císařského námořnictva. Konstrukce představovala postupné zlepšení oproti předchozí třídě Nassau, včetně větší ráže hlavních děl z 280 mm na 305 mm. Její kýl byl položen 11. listopadu 1908 v loděnicích Howaldtswerke v Kielu, na vodu byla spuštěna 25. září 1909 a uvedena do služby 23. srpna 1911.
Jako většina bitevních lodí Širokomořského loďstva se Helgoland během první světové války účastnila omezených akcí proti britskému královskému námořnictvu. Loď se účastnila několika neúspěšných výpadů do Severního moře jako krycí síla pro bitevní křižníky skupiny I. průzkumné skupiny (I. Aufklärungsgruppe). V Baltském moři podnikla několik akcí proti ruskému námořnictvu, např. jako součást podpůrných sil během bitvy v Rižském zálivu v srpnu 1915. Helgoland byl přítomen v bitvě u Jutska ve dnech 31. května – 1. června 1916, i když se nacházel uprostřed německé bojové linie a nebyl tak silně zapojen do bitvy jako hlavní lodě třídy König a Kaiser. Na konci války byl Helgoland předán Velké Británii a na začátku 20. let 20. století byl sešrotován. Lodní erb je zachován ve Vojenském historickém muzeu Bundeswehru v Drážďanech.